# Лая (приток Печоры)
Ла́я — река в Ненецком автономном округе и Республике Коми, правый приток реки Печоры.

Бассейн Печоры

Длина — 332 км, площадь водосборного бассейна — 9530 км².
Крупнейшие притоки — Керъюрвис (левый); Лаявож, Серчейю, Юръяха (правый).
Лая вытекает из озера Лаято в Ненецком автономном округе. Течёт на юг по Большеземельской тундре. Русло крайне извилистое.
Лая впадает несколькими рукавами в правую протоку Печоры ниже Усть-Усы.